# Drosophila bocainensis
Drosophila bocainensis este o specie de muște din genul Drosophila, familia Drosophilidae, descrisă de Pavan și Cunha în anul 1947. Conform Catalogue of Life specia Drosophila bocainensis nu are subspecii cunoscute.